# 温都和硕站
温都和硕站是一个集通线上的铁路车站，位于内蒙古自治区赤峰市林西县大井镇温都村，建于1995年，目前为五等站，邮政编码为025263。目前客运：办理旅客乘降；不办理行李、包裹托运；不办理货运营业。